# 伊藤進 (心理学者)
伊藤 進（いとう すすむ、1945年 - ）は、日本の心理学者。大学で教鞭をとる傍ら、書籍、テレビ、カルチャースクールなど様々なメディアで幅広くコミュニケーション心理学の普及に努めている。教育熱心でもあり、北海道大学においては名講義「心理学入門」を担当なされた。

## 略歴
1945年北海道生まれ。千葉大学、北海道大学大学院卒業、英国カーディフ大学心理学部客員研究員、北海道教育大学教授、天使大学教授などを経て、現在北海道教育大学名誉教授。専門は認知心理学、コミュニケーション心理学。

## 著書
- 『心理学入門』 アカデミア出版会 1991
- 『はじめての認知心理学』 川島書店 1994
- 『創造力をみがくヒント』 (講談社現代新書）　講談社 1998
- 『心理学って役に立つんですか?』  川島書店 2003
- 『ほめるな』(講談社現代新書）　講談社 2005
- 『聞く力を鍛える』（講談社現代新書）(講談社現代新書）　講談社 2008
- 『脱マニュアルのすすめ』 川島書店 2016

- 『Introduction to Psychology』 Academia Press 1991
- 『Heartgallery : Introduction to Cognitive Psychology』 Kawashima Shoten 1994

## 共著
- 音楽と生きる 北海道大学出版会 1995